# 1 500 mètres nage libre masculin aux Jeux olympiques de 1912
Navigation
Londres 1908 Anvers 1920
L'épreuve de 1 500 mètres nage libre hommes des Jeux olympiques de 1912 a eu lieu du 6 juillet 1912 au 10 juillet 1912 dans un bassin long de 100 mètres construit dans la baie de Djurgårdsbrunnsviken à Stockholm.
L'épreuve est marquée par 29 forfaits, un seul Français sur les douze engagés prenant le départ par exemple. Il faut donc réorganiser les séries du premier tour et annuler le deuxième tour, les nageurs étant directement qualifiés pour les demi-finales. Les courses sont aussi émaillées de nombreux abandons : ainsi, la finale se termine avec seulement les trois nageurs du podium.
Le vainqueur aux Jeux de Londres et recordman du monde (établi à cette occasion), le Britannique Henry Taylor est présent à Stockholm pour essayer de conserver son titre. Il sait cependant qu'il aura fort à faire avec le Canadien George Hodgson. Son compatriote Jack Hatfield pourrait aussi se révéler un adversaire coriace.
De fait, Hodgson améliore la marque mondiale de vingt-cinq secondes dès les séries, Taylor n'étant qualifié qu'au titre du meilleur troisième. La première demi-finale fait office de finale avant l'heure. Les quatre meilleurs nageurs du monde s'y affrontent : Hodgson, Hatfield, Taylor et l'Australien Harold Hardwick. Le triple médaillé d'or de Londres, Taylor, est éliminé. Les trois autres partent constituer le podium olympique. Au cours de la finale, dominée de bout en bout par le Canadien, Hodgson établit le record du monde au passage du 1 000 mètres et après avoir battu le record du monde (et olympique) du 1 500 mètres, poursuit son effort pour aller établir aussi le record du monde du mile.

## Séries
| Série | Rang | Pays | Nom                  | Temps         | Qualification          |
| ----- | ---- | ---- | -------------------- | ------------- | ---------------------- |
| 1     | 1    |      | Vilhelm Andersson    | 23 min 12 s 2 | Q                      |
| 1     | 2    |      | Malcolm Champion     | 23 min 34 s   | Q                      |
| 1     | 3    |      | Henry Taylor         | 24 min 6 s 4  | q (meilleur troisième) |
| 1     | n. c |      | Herbert Wetter (en)  | abandon       |                        |
| 2     | 1    |      | Béla Las-Torres      | 22 min 58 s   | Q                      |
| 2     | 2    |      | Jack Hatfield        | 23 min 16 s 6 | Q                      |
| 2     | n. c |      | André Caby           | abandon       |                        |
| 3     | 1    |      | George Hodgson       | 22 min 23 s   | Q (RO et RM)           |
| 3     | 2    |      | William Longworth    | 23 min 3 s 6  | Q                      |
| 3     | 3    |      | Harry Hedegaard (en) | 28 min 32 s 4 |                        |
| 4     | 1    |      | Thomas Battersby     | 23 min 58 s   | Q                      |
| 4     | 2    |      | Franz Schuh (en)     | 25 min 19 s 8 | Q                      |
| 4     | 3    |      | Eskil Wedholm (en)   | 27 min 38 s   |                        |
| 4     | n.c  |      | Mario Massa          | abandon       |                        |
| 5     | 1    |      | Harold Hardwick      | 23 min 23 s 2 | Q                      |
| 5     | 2    |      | William Foster       | 23 min 52 s 2 | Q                      |
| 5     | 3    |      | John Johnsen (en)    | 25 min 45 s 6 |                        |
| 5     | 4    |      | Gustav Collin (en)   | 27 min 5 s 2  |                        |
| 5     | n.c  |      | Pavel Avksentyev     | abandon       |                        |

Les deux premiers de chaque série et le meilleur troisième sont qualifiés pour le tour suivant.
Initialement, le programme prévoit huit séries éliminatoires réparties sur deux jours : deux le samedi 6 juillet à 19 h 45, quatre le dimanche 7 juillet à 14 h 15, les deux dernières ce même dimanche à 20 h 20. Le deuxième tour est supposé avoir lieu le lundi 8 juillet : deux séries à 12 h 40 puis deux autres à 19 h 45. Les deux demi-finales sont prévues le mardi 9 juillet à 12 h 35 et la finale le lendemain mercredi 10 juillet à 19 h 50. En raison du nombre de forfaits, seulement cinq séries se déroulent (trois samedi 6 juillet à 19 h et deux 7 juillet à 20 h 20). Le second tour est annulé. Les nageurs sont qualifiés pour les demi-finales qui se déroulent au jour et à l'heure prévue, comme la finale,.
Les séries, comme le prévoyait le règlement sont donc réorganisées juste avant le départ. Sont forfaits 29 nageurs : le Sud-Africain George Godfrey ; les Allemands Otto Fahr et Otto Kühne ; l'Autrichien Wolfgang Siller ; le Belge Joseph Pletinckx ; le nageur de Bohême Alois Broft ; quatre Américains Leo Goodwin, Jack Mantell, Joseph Morris et James Reilly ; onze Français Émile Bangerter, Louis Bonzom, André Chenriet, Émile-Georges Drigny, Henri Dubois, Georges Hermant, Marcel Pernot, Georges Rigal, Jean Thorailler, Alfred Vieilledent et René Voisard ; les Hongrois Alajos Kenyery et Imre Zachár ; cinq Italiens Davide Baiardo,  Virgilio Bellazza, Attilio Bellezza, Aldo Cigheri et Mario Portolongo ; le Russe Nikolay Voronkov.
Seule la première série est vraiment disputée permettant au troisième d'être qualifié pour les demi-finales. Les trois hommes, le Suédois Vilhelm Andersson, l'Australien sous les couleurs de l'Australasie Malcolm Champion et le Britannique Henry Taylor sont au coude à coude jusqu'aux sept cents mètres. Là, Andersonn se détache d'une quinzaine de mètres ; Champion lâchant un peu plus tard Taylor du même écart,.
Les séries suivantes sont marquées par la domination du premier qui se détache d'emblée et s'impose sans difficulté : le Hongrois Béla Las-Torres en deuxième série et le Canadien George Hodgson en troisième série où il bat aussi les record olympique et du monde de la distance, le Britannique Thomas Battersby dans la quatrième série et l'Australien Harold Hardwick dans la cinquième. Les deux dernières séries se tiennent le dimanche soir,.

## Demi-finales
| Série | Rang | Pays | Nom               | Temps          | Qualification          |
| ----- | ---- | ---- | ----------------- | -------------- | ---------------------- |
| 1     | 1    |      | George Hodgson    | 22 min 26 s    | Q                      |
| 1     | 2    |      | Jack Hatfield     | 22 min 3 346 s | Q                      |
| 1     | 3    |      | Harold Hardwick   | 23 min 14 s    | q (meilleur troisième) |
| 1     | 4    |      | Vilhelm Andersson | 23 min 14 s 4  |                        |
| 1     | n.c  |      | Henry Taylor      | abandon        |                        |
| 1     | dns  |      | Franz Schuh (en)  | forfait        |                        |
| 2     | 1    |      | Béla Las-Torres   | 23 min 9 s 8   | Q                      |
| 2     | 2    |      | Malcolm Champion  | 23 min 24 s 2  | Q                      |
| 2     | 3    |      | William Foster    | 23 min 32 s 2  |                        |
| 2     | 4    |      | Thomas Battersby  | non connu      |                        |
| 2     | dns  |      | William Longworth | forfait        |                        |

Les deux premiers de chaque demi-finale et le meilleur troisième sont qualifiés pour la finale.
Dans la première demi-finale, s'affrontent les quatre meilleurs nageurs du monde : le Canadien George Hodgson, le Britannique Jack Hatfield et l'Australien Harold Hardwick (qui constituent le futur podium) ainsi que le tenant du titre et triple médaillé d'or à Londres, le Britannique Henry Taylor. Le nageur local Vilhelm Andersson n'a aucune chance : dès le départ il est distancé d'une dizaine de mètres. Jusqu'aux deux cents mètres, les quatre Anglo-Saxons sont ensemble. Là, Hodgson commence à se détacher peu à peu tandis que Taylor abandonne après avoir été doublé par Andersson. Les places restent alors quasiment inchangées jusqu'à l'arrivée. Aux 800 mètres, Hodgson mène d'une dizaine de mètres devant Hatfield qui devance Hardwick d'une dizaine de mètres ; ce dernier nage une vingtaine de mètres devant le Suédois. Aux 1 200 mètres, Hodgson a vingt-cinq mètres d'avance sur Hatfield qui a vingt mètres d'avance sur Hardwick et Andersson qui est revenu. Au dernier virage (aux 1 400 mètres), le Suédois est même passé devant l'Australien qui doit alors effectuer un sprint pour s'assurer, de quatre dixièmes la troisième place qualificative au titre du meilleur temps,.
Dans la seconde demi-finale, le Hongrois Béla Las-Torres prend la tête au premier virage laissant les Anglo-Saxons se disputer le deuxième place. C'est finalement l'Australien Malcolm Champion qui s'assure la qualification en finale devant les Britanniques Foster et Battersby,.

## Finale
| Rang | Pays | Nom              | Temps         |            |
| ---- | ---- | ---------------- | ------------- | ---------- |
| 1    |      | George Hodgson   | 22 min        | (RM et RO) |
| 2    |      | Jack Hatfield    | 22 min 39 s   |            |
| 3    |      | Harold Hardwick  | 23 min 15 s 4 |            |
| 4    |      | Malcolm Champion | abandon       |            |
| 5    |      | Béla Las-Torres  | abandon       |            |

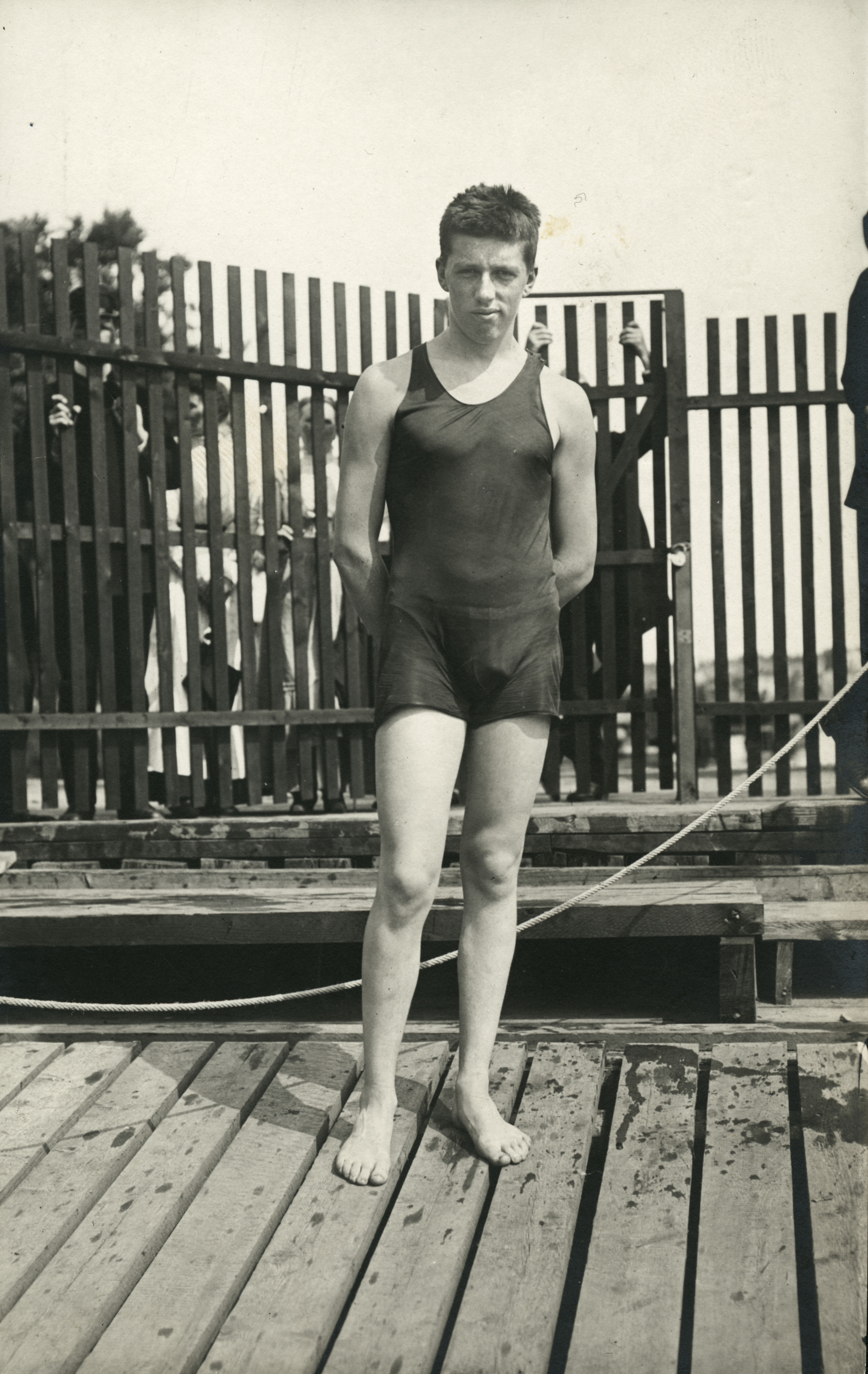
Le champion olympique canadien George Hodgson.

Le Canadien George Hodgson ne laisse aucune chance à ses concurrents lors de la finale. Il part sur un rythme soutenu et prend la tête et le large dès la première longueur. Au premier virage, il a dix mètres d'avance sur l'Australien Harold Hardwick quand au deuxième virage, il devance le Britannique Jack Hatfield qui a pris la deuxième place de vingt-cinq mètres. Hatfield ne rattrape pas Hodgson, mais distance peu à peu Hardwick. Le rythme est trop soutenu pour le Hongrois Béla Las-Torres qui abandonne aux cinq cents mètres puis pour l'autre Australien Malcolm Champion qui abandonne aux six cents mètres. Hodgson touche aux 1 500 mètres en 22 min, nouveaux records olympique et du monde. Il devance Hatfield de quarante mètres et Hardwick de près de quatre-vingt-dix mètres,. Il gagne aussi la Coupe Brunetta,.
Le Canadien George Hodgson passe aux mille mètres en 14 min 37 s établissant un record mondial de la distance. Il ne s'arrête au bout de l'épreuve ; il poursuit son effort jusqu'au mile (1 609 mètres). Il a en effet décidé de profiter des Jeux pour en battre le record du monde et avait prévenu les juges-arbitres. Il améliore la marque mondiale en réalisant 23 min 34 s 2,,.